# Apple Xserve

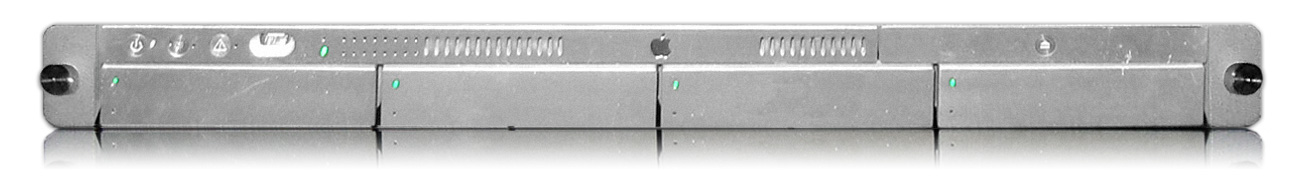
Xserve G4

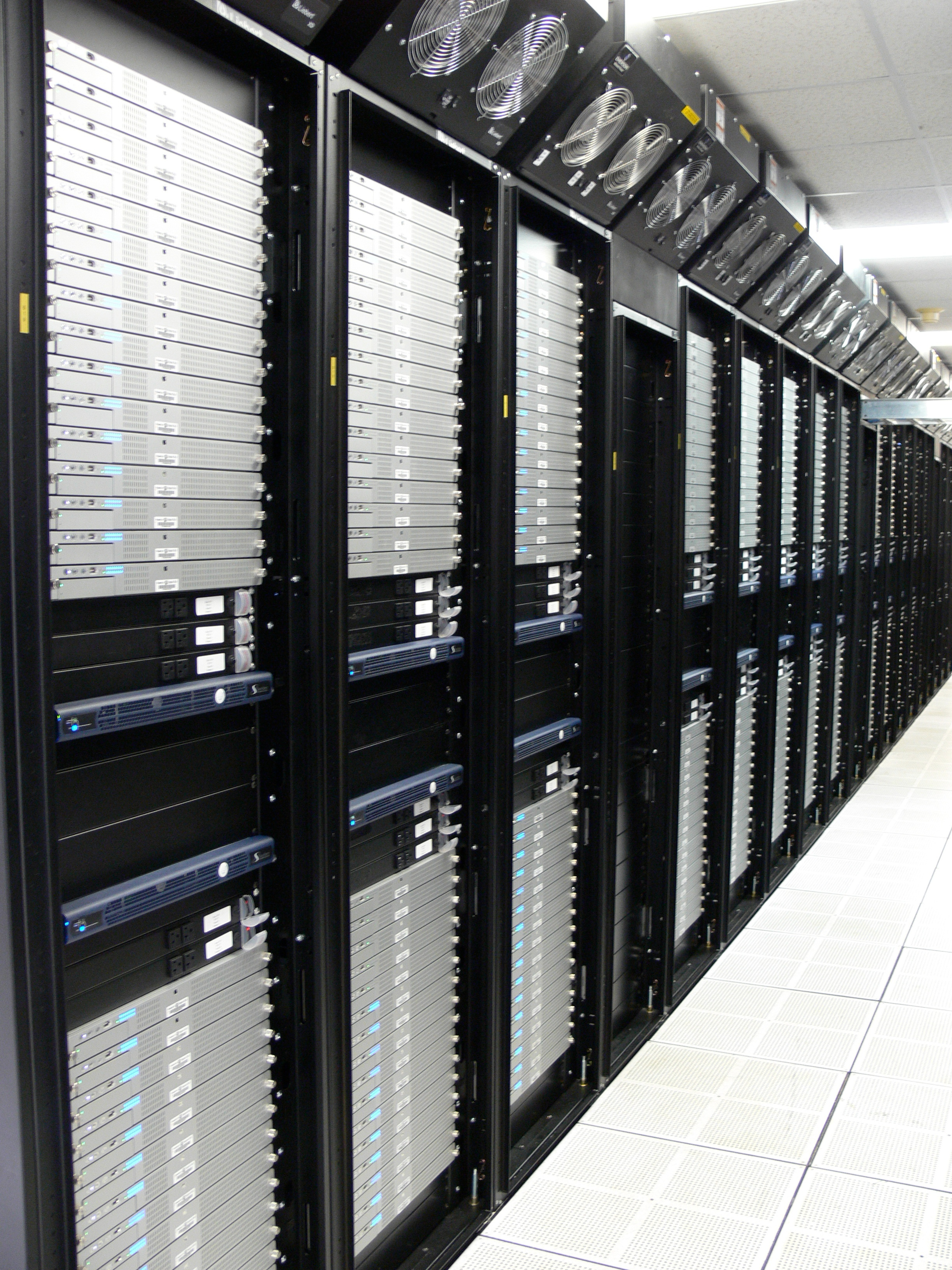
Xserve-Cluster System X an der Virginia Tech University

Der Xserve war ein Server von Apple, der zum Einbau in einen 19″-Rack vorgesehen war. Er wurde 2002 eingeführt und nicht mit dem normalen Desktop-Betriebssystem Mac OS X verkauft, sondern mit Mac OS X Server. Ende 2010 wurde angekündigt, dass die Xserve-Reihe komplett eingestellt werde; das letzte Xserve-Modell war bis 31. Januar 2011 bestellbar.

## Entwicklung
Der erste Xserve wurde im Mai 2002 eingeführt. Im März 2003 führte Apple die Xserve Cluster Nodes ein, die nur über eine einzige Festplatte verfügen und nicht mit Videokarten oder optischen Laufwerken bestückt sind. Einige der schnellsten Supercomputer der Welt waren Xserve-Cluster. Als höchstplatziertes System erreichte die Installation an der Virginia Tech den siebten Platz in der TOP500-Liste von November 2004.
2004 wurde der Xserve G5 eingeführt, der über ein oder zwei Prozessoren vom Typ PowerPC 970 mit 2 GHz verfügt. Aus Gründen der Wärmeableitung können in ihn nur 3 Festplatten eingebaut werden. Der Platz für die vierte Festplatte wurde für die Belüftung benötigt. Zwischen Januar 2005 und August 2006 wurden die Doppelprozessor-Xserve mit einem CPU-Takt von 2,3 GHz ausgeliefert. Auf der WWDC 2006 in San Francisco am 7. August 2006 wurde der neue Xserve mit Intel-Prozessoren vorgestellt. Im Oktober 2006 wurden die Xserve mit einem bis zu 3 GHz starken Quad-Core-64-Bit-„Woodcrest“-Xeon-Prozessor von Intel ausgeliefert. Laut Apple seien diese bis zu 5-mal schneller als die alten Server mit G5-Prozessor.
Der Xserve unterstützte bis zu drei SATA- und SAS-Laufwerke und eine maximale interne Speicherkapazität von bis zu 2,25 TB. Darüber hinaus verfügte er über zwei PCI-Express-Steckplätze mit 8 Lanes und zwei Gigabit-Ethernet-Anschlüsse, die den simultanen Anschluss an mehrere Netzwerke ermöglichen. Wie schon beim Xserve G5 wurde ein internes DVD-ROM/CD-RW-Laufwerk verbaut. Der 256-Bit-Speicher-Controller mit einer Bandbreite von bis zu 21,3 GB/Sek. unterstützt bis zu 32 GB DDR2 Arbeitsspeicher mit 667 MHz.
Optional konnte ein Xserve mit redundantem Netzteil erworben werden. Dies ist ein wichtiges Kriterium für Industrietauglichkeit, z. B. im Bereich von Prozessleitsystemen, welche eine  sehr hohe Verfügbarkeit aufweisen müssen. Der Xserve dient häufig als Metadaten-Controller innerhalb einer Xsan-Umgebung in Verbindung mit einem oder mehreren Xserve-RAID. Die Xserve-G5-Cluster-Nodes findet man sehr häufig in Render-Farmen zum Auslagern und Beschleunigen der Rechenleistung im Bereich Videoschnitt, Compositing und 3D.
Die Produktion des Xserve wurde am 31. Januar 2011 eingestellt.

## Liste der Xserve-Modelle
Xserve mit PowerPC G4-Prozessoren
- Xserve G4
- Xserve G4 Cluster Node

Xserve mit PowerPC G5-Prozessoren
- Xserve G5 (1× 2 GHz oder 2× 2 bis 2,3 GHz PPC G5)
- Xserve G5 Cluster Node (2× 2 bis 2,3 GHz PPC G5)

Xserve mit Intel Xeon Core Duo-Prozessoren
- Xserve (2× 2 GHz, 2× 2,66 GHz bis 2× 3 GHz)

Xserve mit Intel Xeon 8-Core Technologie
- bis zu 32 GB RAM und 4 TB Harddisk